# 辰松八郎兵衛
辰松 八郎兵衛（たつまつ はちろうべえ、生年不詳 - 享保19年5月9日〈1734年6月10日〉）は、江戸時代前期から中期にかけて活躍した浄瑠璃の人形遣いである。

## 経歴・人物
大坂（現在の大阪市）で竹本座で人形浄瑠璃に携わった。女形人形を使った人形浄瑠璃を上演したが、八郎兵衛はこの人形は素朴で一人遣いだと思考した。これによって、人形やからくり人形を学び、それらの人形を併用した浄瑠璃を披露した。
以後、片手や三つ、五つ人形等も披露した。また、人形浄瑠璃で使用する人形を客席から遠目で見えるように工夫したり、当時付けていなかった女形人形に足を付けて一人で披露する等、人形浄瑠璃の革新に大きく貢献した。1703年（元禄16年）に上演された近松門左衛門の『曽根崎心中』の中にある「観音廻り道行」は後に女形歌舞伎が披露する等、一躍大坂の芸能の大成者となった。
1707年（宝永4年）には、豊竹座が不振で衰退していた事により、初代豊竹若大夫と共にその座を再興した。後に江戸に移り、堺町（現在の東京都中央区人形町付近）もしくは葺屋町に辰松座を立ち上げた。その後、実弟の辰松福助が2代目辰松八郎兵衛と名乗り、子孫も6代目まで名乗りその座を譲った。

## 演じた作品
- 『曽根崎心中』
- 『傾城八花形』
- 『卯月の紅葉』